# Belgian Athletics
Belgian Athletics (B.A.), voorheen de Koninklijke Belgische Atletiekbond (KBAB), in het Frans Ligue Royale Belge d'Athlétisme (LRBA), is een Belgische nationale atletiekbond.

## Geschiedenis
De Belgische Atletiekbond (BAB) werd op 3 maart 1912 in Luik opgericht na afsplitsing van de atletieksectie van de Union Belge des Sociétés de Sports Athlétiques. De BAB sloot zich dat jaar aan bij de IAAF. In 1929 kreeg zij het predicaat Koninklijk en werd ze de Koninklijke Belgische Atletiekbond (KBAB).
Per 1 april 1978 werd de KBAB opgesplitst in de Vlaamse Atletiekliga (VAL, officieel orgaan Atletiekleven) en de Ligue belge francophone d'Athlétisme (LBFA, officieel orgaan La vie athlétique). De KBAB bleef behouden als papieren federatie, als vertegenwoordiging van België in de internationale federaties.
De Belgische kampioenschappen worden georganiseerd door de twee atletiekliga's. Een comité, paritair samengesteld uit leden van beide liga's, bepaalt de limieten voor grote internationale atletiekwedstrijden en welke atleten hiervoor worden geselecteerd.
In 2024 veranderde de atletiekbond zijn naam naar Belgian Athletics.

## Voorzitters
Eerste voorzitter was entomoloog Guillaume Severin. Bij de splitsing in 1978 nam Fernand Mingels uit onvrede ontslag. Sindsdien wordt de KBAB geleid door twee covoorzitters. Alleen tussen 1998 en 2000 was er een unitaire voorzitter, Jacques Vanhee.
Lijst van voorzitters
| Periode   | Voorzitter              |
| --------- | ----------------------- |
| 1912-1918 | Guillaume Severin       |
| 1919-1920 | Max Kahn                |
| 1920-1925 | Albert Pape             |
| 1926-1928 | François Germain        |
| 1928-1966 | Edouard Hermes          |
| 1966-1978 | Fernand Mingels         |
| 1978-1986 | Steve Wante             |
| 1986-1986 | Luc Silance             |
| 1986-1998 | voorzitters VAL en LBFA |
| 1998-2000 | Jacques Vanhee          |
| 2000-     | voorzitters VAL en LBFA |